# Luigi Bezzera

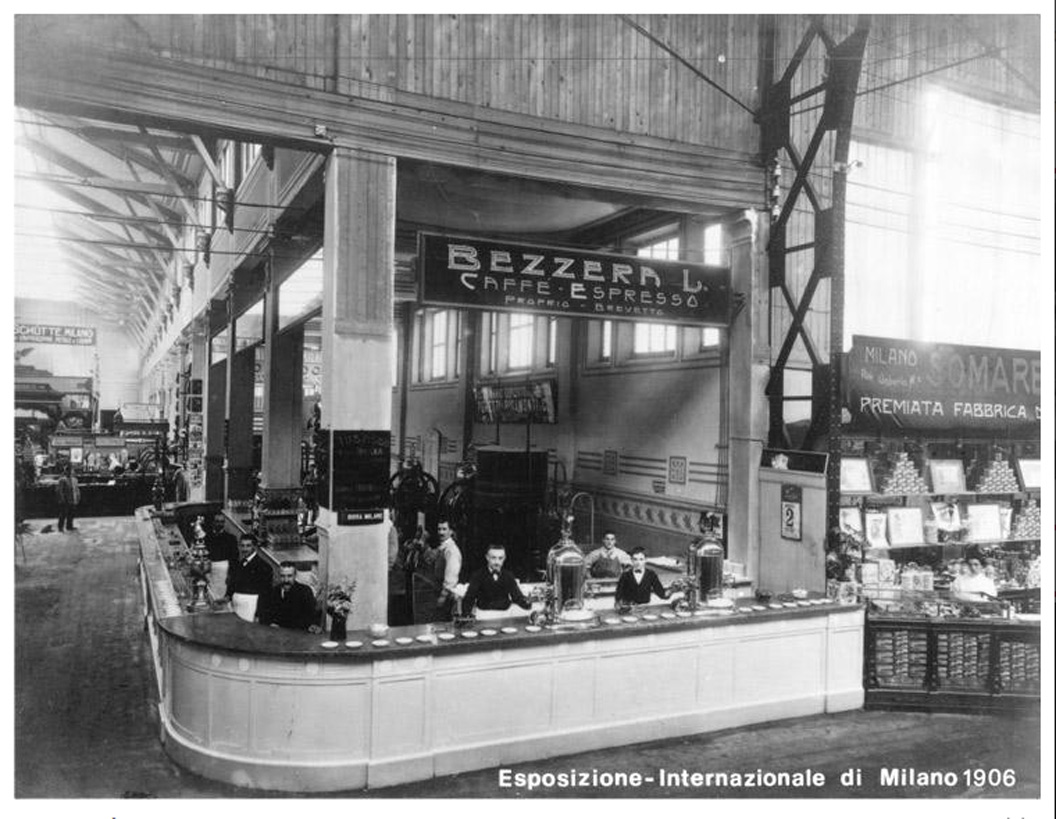
Caffe espresso von Luigi Bezzera auf der Weltausstellung in Mailand 1906

Luigi Bezzera (geboren im 19. Jahrhundert; gestorben im 20. Jahrhundert) war ein italienischer Mechaniker. Er gilt neben Angelo Moriondo als Erfinder der Espressomaschine.
Das ursprüngliche Patent für die schnelle Extraktion von Kaffee mit Dampf und heißem Wasser von Angelo Moriondo wurde bereits am 16. Mai 1884 erteilt. Der wirtschaftliche Durchbruch dieser Methode gelang jedoch nicht und Maschinen dieser Bauart fanden sich lediglich im engen Umkreis von Turin wieder. 
Es gibt Hinweise darauf, dass Luigi Bezzera von Moriondo eingestellt wurde um die Espressomaschine nach dessen ursprünglichem Patent zu bauen.
In dieser Zeit verbesserte Bezzera das Konzept und meldete seine eigenen Innovationen am 19. Dezember 1901 zum Patent an. Diese Verbesserungen ermöglichten Maschinen mit deutlich gesteigertem Durchsatz und damit einer höheren Wirtschaftlichkeit. Dies war ausschlaggebend für den Erfolg und die anschließende weltweite Verbreitung des Gerätekonzeptes und des Verfahrens.
Nachdem Bezzera am 5. Juni 1902 das Patent (153/94, 61707) erteilt worden war,  wurde es von Desiderio Pavoni am 1. September des gleichen Jahres erworben. 1904 übernahm Pavoni, Besitzers eines Cafés an der Piazza del Duomo sowie einiger Kinosäle in Mailand, auch die Firma von Bezzera.
Pavoni behielt zunächst den alten Namen bei und begann mit Bezzera an der serienreifen Produktion in einer kleinen Werkstatt in der Via Parini in Mailand zu arbeiten. Bezzera hatte diesen Aspekt bislang vollkommen vernachlässigt. 1906 wurde die Espressomaschine unter dem Namen Bezzera L. Caffè Espresso auf der Weltausstellung in Mailand ausgestellt. Die Bezeichnung Espresso für den auf diese Weise zubereiteten Kaffee wurde dabei zum ersten Mal verwendet.
Der Unternehmer Pavoni pries sie bald als „ideale“ Kaffeemaschine an und vermarktete sie unter dem kommerziellen Namen Ideale der Firma La Pavoni. In der Folge gingen Bezzera und Pavoni ihre eigenen Wege und bauten eigenständige Unternehmen auf.
Heute wird die Firma Bezzera von Luigi Bezzeras Urenkel Luca Bezzera geführt und produziert in der Via Luigi Bezzera 1 in Rosate, einem Vorort von Mailand.
Der Name Bezzera kommt aus dem Portugiesischen und wird in Italien mit Betonung auf der ersten Silbe ausgesprochen.